# Засіяні зірки
Засіяні зірки (англ. The Seedling Stars) — цикл науково-фантастичних повістей американського письменника Джеймса Бліша, виданих під однією обкладинкою 1957 року, коли збірка вперше була опублікована Gnome Press накладом 5000 примірників. Історії стосуються адаптації людей до чужого середовища (процес, який Бліш називає пантропією).

## Зміст
- «Програма посіву» (англ. Seeding Program, F&SF 1956)
- «The Thing in the Attic» (If 1954)
- «Поверхневий натяг»[en] (англ. Surface Tension, Galaxy 1952)
- «Вододіл» (англ. Watershed, If 1955)

«Програма посіву» спочатку була опублікована під назвою «A Time to Survive». «Поверхневий натяг» було переглянуто з публікації в журналі, і тут включено матеріал із попереднього оповідання Бліша «Затонулий Всесвіт» (англ. Sunken Universe), опублікованого в Super Science Stories у 1942 році. Чотири оповідання називаються «Книга перша», «Книга друга» тощо, і деякі видання називають це стандартним романом із чотирьох розділів, а не справжньою збіркою оповідань.

## Рецепція
Рецензент Galaxy Флойд С. Гейл оцінив колекцію як «роботу, що спонукає до роздумів». Ентоні Буше також схвально сприйняв книгу, сказавши, що вона «гарно ілюструє характерний для Бліша баланс між мисленням і оповіданням, причому одне підсилює інше».